# Kijanka do prania

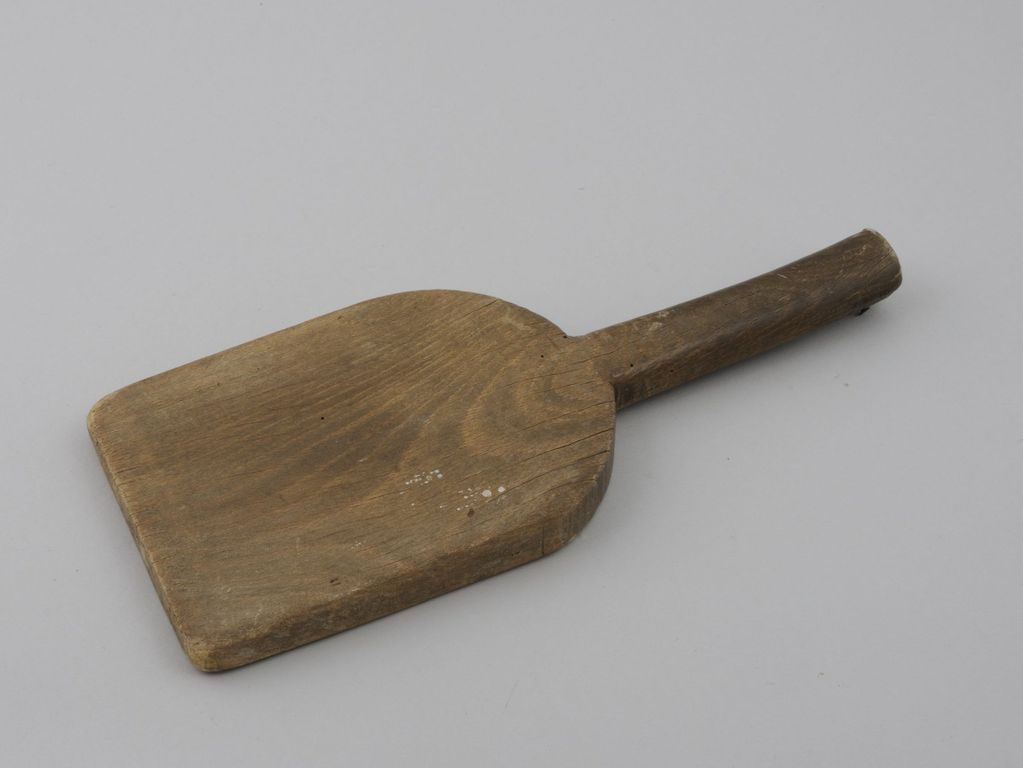
Kijanka ze zbiorów francuskiego muzeum etnograficznego

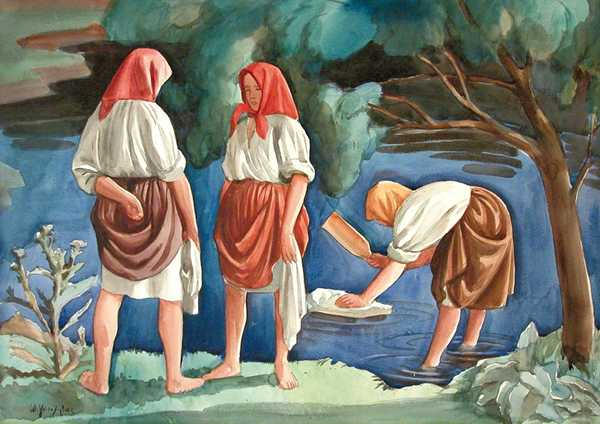
Pranie przy użyciu kijanki (Praczki, obraz Władysława Skoczylasa)

Kijanka do prania – narzędzie używane do prania, zazwyczaj w wodzie bieżącej (rzece, strumieniu, potoku) w postaci wąskiej drewnianej łopatki (często zdobionej) względnie kija lub twardej deszczułki. 
Jeszcze w XX wieku korzystano z niego tam, gdzie nie docierała sieć wodociągów i gdy wodę do mieszkań dostarczano w niedostatecznej ilości wiadrami ze studni publicznej lub z beczkowozu (w domach miejskich z doprowadzoną wodą używano balii i tary). Pranie polegało na wielokrotnym uderzaniu kijanką w obficie namoczone sztuki odzieży i na ciągłym spłukiwaniu ich wodą. W ten sposób cząsteczki brudu wybijano mechanicznie spomiędzy włókien tkaniny, a następnie wypłukiwano. Niekiedy podczas prania dodawano niewielkie ilości mazi otrzymywanej przez prażenie mieszanki popiołu roślinnego i łoju – poprzedników mydła.
Powszechnie uważana za narzędzie typowe dla wsi, lecz jeszcze przed II wojną światową posługiwali się nim mieszkańcy małych miasteczek położonych nad wodą, a nawet mieszkańcy uboższych dzielnic nadrzecznych w dużych miastach (np. warszawska biedota z Powiśla, Czerniakowa i Pragi).
Kijanki, wykorzystywane w gospodarstwie wiejskim również jako narzędzie do obijania np. lnu, budziły zainteresowanie etnografów ze względu na ich zróżnicowanie na obszarze Polski. M.in. badaniami etnogeograficznymi objął je Kazimierz Moszyński.